# Alliance Graphique Internationale
Die Alliance Graphique Internationale (AGI) ist eine Vereinigung weltweit renommierter und einflussreicher Grafik-  und Kommunikationsdesigner. 545 Mitglieder aus 46 Nationen engagieren sich darin für hochwertige visuelle Kommunikation und sind international mitverantwortlich für innovative Gestaltung und Typografie in allen Medien.

## Geschichte
1951 beschlossen zwei schweizerische Grafiker (Donald Brun, 1909–1999; Fritz Bühler, 1909–1963) und drei französische Grafiker (Jean Colin, 1912–1982; Jacques Nathan-Garamond, 1910–2001; Jean Picart Le Doux, 1902–1982), ihre Beziehungen in eine Art Club umzuorganisieren. 1952 wurde die Alliance Graphique Internationale in Paris mit 65 Mitgliedern gegründet. Die erste AGI-Ausstellung fand 1955 in Paris statt; 1969 zog die AGI-Hauptverwaltung nach Zürich. Jedes Jahr treffen sich die Mitglieder auf einem AGI-Kongress in einer anderen Stadt, einem anderen Land zum freundschaftlichen und kollegialen Austausch über die eigene Entwurfsarbeit und die Entwicklung des Grafik-Design (Kommunikationsdesign).
Drei Mitglieder – Paten – können einen Vorschlag für die Aufnahme eines Mitglieds einreichen. Eine international besetzte interne Jury entscheidet jährlich über die Aufnahme neuer Mitglieder.